# ژمبا، آنگولا

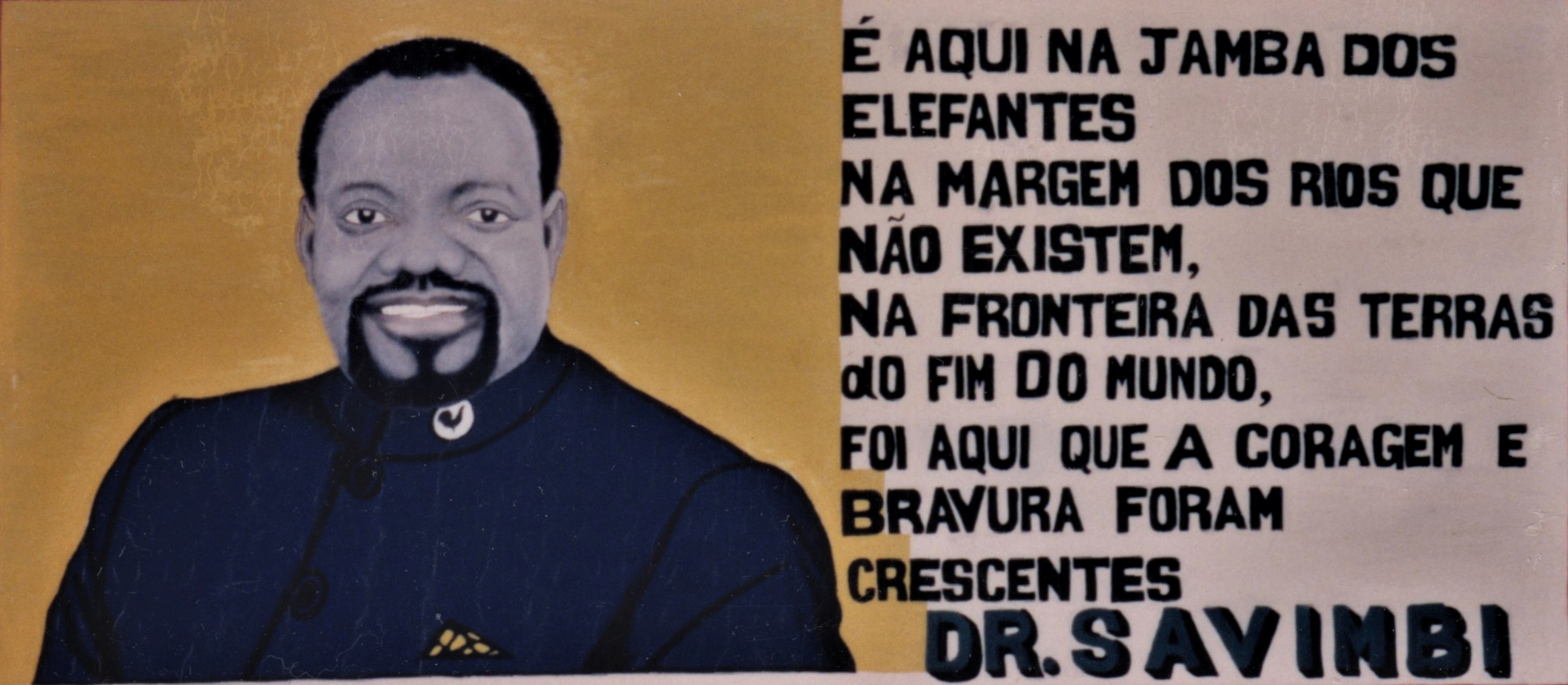
ژمبا، آنگولا

ژمبا (به انگلیسی: Jamba) شهری در استان کواندو کوبانگو واقع در کشور آنگولا است که در سال ۲۰۰۹ میلادی نفر جمعیت داشته است.